# Ujvári Béla
Ujvári Béla, születési nevén Moravicz Béla (Érsekújvár, 1852. április 16. – Budapest, 1926. november 7.) királyi tanácsos, állami főreáliskolai igazgató, író, színműíró, szerkesztő.

## Életútja

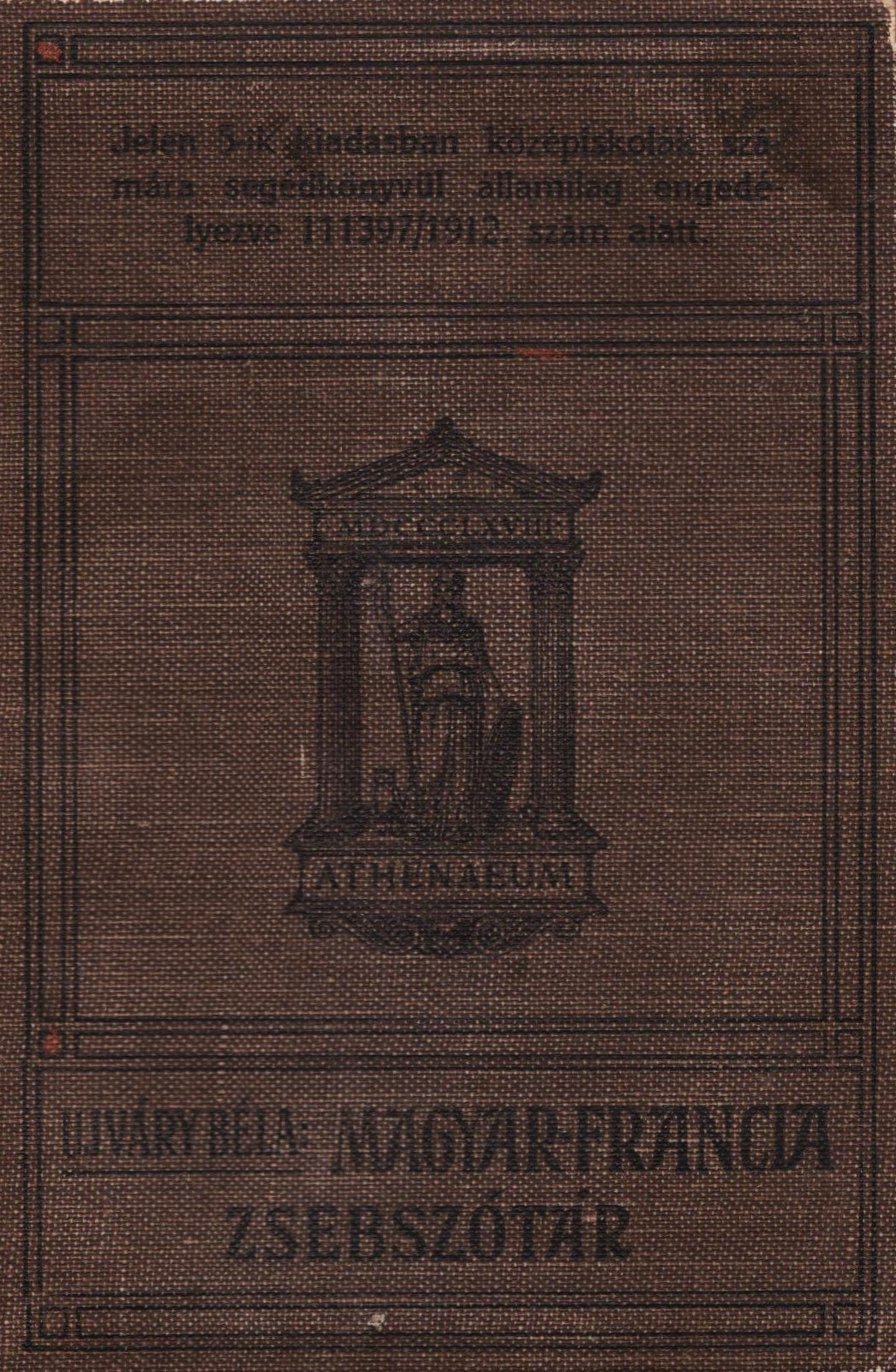
Magyar-franczia zsebszótár

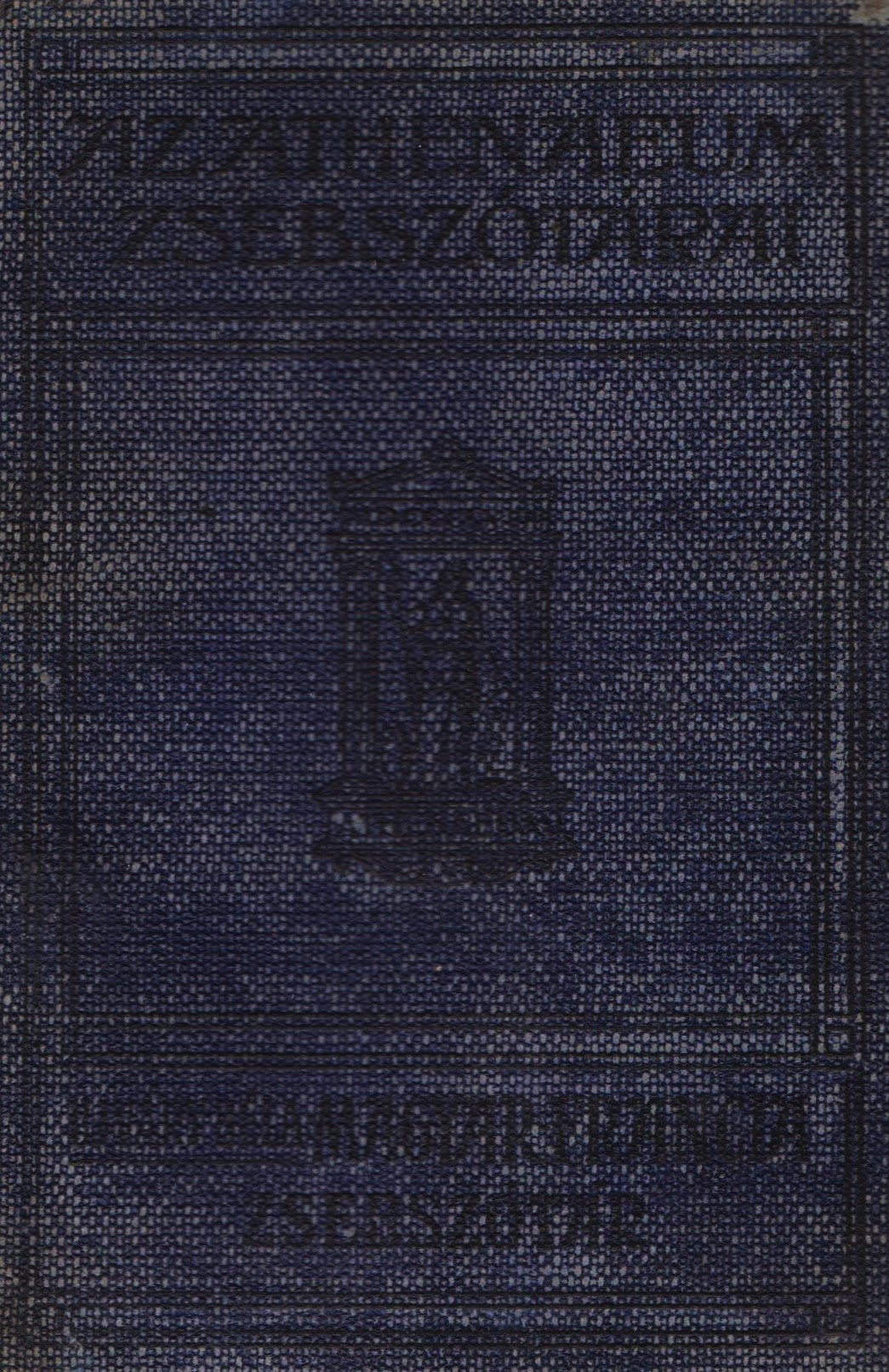
Magyar-franczia zsebszótár (másfajta borító)

Gimnáziumi tanulmányait szülővárosában, Pozsonyban és Budapesten végezte. Két évig jogot hallgatott a Magyar Királyi Tudományegyetemen, majd bölcsészeti tanulmányokat folytatott. 1873-ban a Bécsi Egyetem hallgatója s egyúttal a Képes Kiállítási Lapok segédszerkesztője és a Hon kiállítási levelezője, 1874–1877-ben belső munkatársa volt. 1874-ben a párizsi Sorbonne hallgatója és az Ellenőr párizsi levelezője lett. 1875-ben középiskolai tanári oklevelet szerzett a Budapesti Tudományegyetemen. 1875 októberében a székelyudvarhelyi állami főreáliskolához nevezték ki tanárnak; ekkor Moravicz családi nevét Ujvárira változtatta. 1887 végén a soproni állami főreáliskolához helyezték át; itt élénken részt vett az irodalmi és művészeti kör munkájában, valamint a magyar színpártoló egyesületnek, melynek titkára volt, megalapításában, 1894 őszéig. Ekkor a budapesti II. kerületi főreáliskolához helyezték át rendes tanárnak és ugyanekkor bízták meg a kereskedelmi Akadémiában is a francia nyelv tanításával. 1895. december 22-én a vallás- és közoktatásügyi miniszter a Néptanítók Lapja szerkesztésével bízta meg. Mint állami főreáliskolai igazgató szolgálattételre a vallás- és közoktatásügyi minisztériumba volt berendelve. 1909. július 9-én megkapta a királyi tanácsos címet. Az Eötvös-alap elnöke volt.
Munkatársa volt a Honnak (1870-71., 1872. 102. sz. Molière, 1873., 1875. 201., 204. sz. A romanticismus előzményei Francziaországban, 1876-77.), az Ellenőrnek (1873-75. bécsi és párisi levelező), a Nemzetnek, a kolozsvári Ellenzéknek és a M. Polgárnak (1883-84); versei, novellái és tárczaczikkei jelentek meg a Képes Világban (1873. A szász parasztház), a Vasárnapi Ujságban (1874-75), a Fővárosi Lapokban (1876-77., 1894. 150. sz. Kritika a kritikáról, 290. sz. Írói halhatatlanság?), Jókai «Életképek» cz. lapjában, az Ellenőr, Ellenzék, Hon, Magyarország és a Nagyvilág, Politikai Hetiszemle (1895. 14. sz. Rossi és a drámai művészet) cz. hirlapokban és naptárakban; programmértekezései és ódája a székelyudvarhelyi főreáliskola Értesítőjében (1876. Óda Deák Ferencz emlékezetére; 1877. A franczia nyelv reáliskoláinkban), a soproni főreáliskola Értesítőjében (Deák Ferencz Ferencz emlékezete) sat.
Péntek Jeremiás siralmai c. humoreszkjével a soproni irodalmi és művészeti kör 100 frankos pályadíját nyerte el.
Szerkesztette: a Szinpadot 1872-ben Erődi Bélával, a Váczi Naptárt 1873-ra, az Érsekujvári Naptárt 1873-ra, a Nógrádmegyei Naptárt 1873-ra Budapesten, az Ezeréves Magyarország cz. emlékfüzetet (Bpest, 1896), az Erzsébet Királyné cz. emlékfüzetet (Bpest, 1898), az Ünnepi füzetet (Bpest, 1907) és szerkeszti a Magyar tanítók Naptárát a Néptanítók Lapjával 1900 óta; segédszerkesztője volt a Képes Kiállítási Lapoknak (Bpest, 1873); a Külföldnek (1878-80. Moller Edével Sopronban.)

## Munkái
- A franczia nyelv a reáliskoláinkban. Székely-Udvarhely, 1877.
- Farkasok közt, színmű 5. felv. Sopron, 1881. (Teleki-pályázaton nyertes mű. Sopronban előadták 1881. ápr. 30. Kolozsvárt is).
- A XIX. század franczia költészetének alapvetői. Sopron, 1889.
- Causeries françaises. A franczia társalgás kézikönyve ... Budapest, 1892.
- Század vége. Szatirák. Budapest, 1894. (A pozsonyi Toldy-kör 200 kor. pályadíját nyerte 1893. Ism. Nyugatmagyarországi Hiradó 1895. 18. sz., Vasárnapi Ujság 1893. 53. sz., Fővárosi Lapok 356. sz.).
- Franczia nyelv- és olvasókönyv kezdők számára. Budapest, 1896. (Mébold Frigyessel. 2. javított kiadás. Uo. 1909. Latzkó Hugóval).
- Franczia nyelv- és olvasó-könyv haladók számára. Budapest, 1896. (Mébold Frigyessel. 2. kiadás. Uo. 1902.).
- Rendszeres franczia nyelvtan. III. rész. Teljes mondattan. Budapest, 1900. (Mébold Frigyessel).
- Franczia-magyar és magyar-franczia zsebszótár, tekintettel a két nyelv szólásaira. Budapest, 1898-99. Két kötet. (Franczia czímmel is, 2. jav. kiadás 1903., 3. jav. és bőv. k. 1907., 4. jav. k. 1910 Uo.).
- Franczia nyelvkönyv és kereskedelmi levelező. I. rész. Az alsó osztály számára. Budapest, 1909. (Latzkó Hugóval).

### Színművei
- Két apa, vígjáték, 1881-ben Teleki-díjjal jutalmazták.
- Oh, Oszkár! énekes vígjáték három felvonásban. Zenéjét szerezte: Barna Izsó. Bemutató: 1886. november Sopron
- A gyermek, vígjáték egy felvonásban. Bemutató: 1888. augusztus 22., Budai Színkör
- Gárdisták, vígjáték 4 felvonásban. Bemutató: budapesti Nemzeti Színház, 1897. január 15.
- Midász király, operett 3 felvonásban. Zenéjét szerezte: Barna Izsó. Bemutató: 1899. január 20., Népszínház
- Vass főhadnagy, színmű 3 felvonásban.

## Álnevei és jegye
Vipera (Üstökös 1870-72), Vidéki (Tanáregylet Közlönye 1881), Roland (Ellenzék 1882-84), Jean de la Rue (M. Polgár 1883) és R. (Sopron 1885).